# Pape Thiaw
Pape Thiaw (ur. 5 lutego 1981 w Dakarze) – senegalski piłkarz grający na pozycji napastnika. Posiada także obywatelstwo francuskie.

## Kariera klubowa
Thiaw jest wychowankiem klubu ASC Yego Dakar, w barwach którego zadebiutował w pierwszej lidze senegalskiej w wieku 16 lat. W 1998 roku wyemigrował do Francji i został zawodnikiem AS Saint-Étienne. Najpierw grał w rezerwach tego klubu, a w sezonie 1998/1999 zadebiutował w Ligue 1. Był to jego jedyny mecz w pierwszym zespole ASSE i latem przeszedł do grającego w trzeciej lidze FC Istres. W Istres był podstawowym zawodnikiem i przez cały sezon zdobył 6 goli.
W 2000 roku Thiaw opuścił Francję i przeniósł się do szwajcarskiego Lausanne Sports. W swoim pierwszym sezonie był podstawowym zawodnikiem Lausanne i zdobył 7 goli w lidze będąc jednym z najskuteczniejszych graczy w zespole. W sezonie 2001/2002 stracił miejsce w składzie i na początku 2002 roku został wypożyczony do RC Strasbourg. Latem tamtego roku nastąpiło kolejne wypożyczenie, tym razem do rosyjskiego Dynama Moskwa, a w 2003 roku Senegalczyk wrócił do Lausanne, w którym grał przez pół roku w drugiej lidze Szwajcarii.
Latem 2003 Thiaw wrócił do ligi francuskiej. Przez rok grał w FC Metz, z którym utrzymał się w lidze i dla którego zdobył 6 goli. W 2004 roku zamienił Francję na Hiszpanię zostając piłkarzem drugoligowego Deportivo Alavés. W 2005 roku wywalczył z nim awans do Primera División, ale w niej zaliczył zaledwie 5 spotkań, a Deportivo po roku wróciło do Segunda División. W 2007 roku został wypożyczony do innego drugoligowca Lorca Deportiva CF, a latem rozwiązano z nim kontrakt. Przez pół roku pozostawał bez klubu. W styczniu 2008 został piłkarzem US Créteil i do końca sezonu grał z nim w Championnat National. Po zakończeniu rozgrywek Thiaw pozostał bez klubu. W 2008 roku przeszedł do CF Atlético Ciudad.
| Sezon   | Klub               | Kraj       | Rozgrywki            | Mecze | Bramki |
| ------- | ------------------ | ---------- | -------------------- | ----- | ------ |
| 1997    | ASC Yego Dakar     | Senegal    | 1. liga              | ?     | ?      |
| 1997/98 | AS Saint-Étienne B | Francja    | CFA                  | 1     | 0      |
| 1998/99 | AS Saint-Étienne   | Francja    | Ligue 1              | 1     | 0      |
| 1998/99 | AS Saint-Étienne B | Francja    | CFA                  | 7     | 3      |
| 1999/00 | FC Istres          | Francja    | Championnat National | 30    | 6      |
| 2000/01 | Lausanne Sports    | Szwajcaria | Swiss Super League   | 24    | 7      |
| 2001/02 | Lausanne Sports    | Szwajcaria | Swiss Super League   | 8     | 4      |
| 2001/02 | RC Strasbourg      | Francja    | Ligue 2              | 9     | 1      |
| 2002    | Dinamo Moskwa      | Rosja      | Priemjer-Liga        | 6     | 1      |
| 2002/03 | Lausanne Sports    | Szwajcaria | Challenge League     | 7     | 4      |
| 2003/04 | FC Metz            | Francja    | Ligue 1              | 26    | 6      |
| 2004/05 | Deportivo Alavés   | Hiszpania  | Segunda División     | 18    | 5      |
| 2005/06 | Deportivo Alavés   | Hiszpania  | Primera División     | 5     | 0      |
| 2006/07 | Deportivo Alavés   | Hiszpania  | Segunda División     | 2     | 0      |
| 2006/07 | Lorca Deportiva CF | Hiszpania  | Segunda División     | 8     | 0      |
| 2007/08 | US Créteil         | Francja    | Championnat National | 5     | 0      |
| 2008/09 | US Créteil         | Francja    | Championnat National | 10    | 8      |
| 2009/10 | CF Atlético Ciudad | Hiszpania  | Segunda División B   | 11    | 7      |

## Kariera reprezentacyjna
W reprezentacji Senegalu Thiaw zadebiutował w 2001 roku. W 2002 roku został powołany przez selekcjonera Bruno Metsu na Puchar Narodów Afryki 2002 (2 mecze) i Mistrzostwa Świata 2002. Na Mundialu był rezerwowym i wystąpił jedynie w wygranym 2:1 meczu w 1/8 finału ze Szwecją. W kadrze narodowej grał do 2003 - wystąpił w niej 12 razy i zdobył 5 goli.